# Lazar Vojnić Hajduk
Lazo Vojnić Hajduk (Subotica, 4. kolovoza 1942.) je bački hrvatski kulturni i politički djelatnik. Borac je za priznavanje Hrvata u Vojvodini za politički narod, za očuvanje tradicije, običaja i kulture Hrvata-Bunjevaca i profesionalizaciju institucija hrvatske nacionalne zajednice u Vojvodini. Članom je i utemeljiteljem brojnih hrvatskih ustanova i organizacija u Subotici, Bačkoj i Vojvodini.

## Životopis
Po završetku osnovne škole u Subotici školovanje nastavlja u Franjevačkom sjemeništu u Zagrebu. Na Kaptolu završava Klasičnu gimnaziju kao jedan od najboljih učenika u generaciji, novicijat u Cerniku (Nova Gradiška), a filozofski studij u Samoboru na Filozofskom učilištu Franjevačke provincije sv. Ćirila i Metoda u Hrvatskoj koji završava s visokom prosječnom ocjenom. 
Godine 1964. vraća se u Suboticu kada upisuje i Pravni fakultet u Novom Sadu. 
Radio je u Pioniru i u SDK u Subotici.

## Društveno politički rad
Iako pod stalnom prismotrom DB i SUP-a, godine 1968. skupa s nekolicinom nacionalno svjesnih Hrvata uključuje se u rad Pododbora Matice hrvatske u Subotici te aktivno radi na realiziranju ideja „hrvatskog proljeća“ u Bačkoj, obnavlja žetveni običaj Dužijanca i osniva Kulturnu udrugu „Bunjevačko kolo“. Kad su konzervativni socijalistički krugovi u Jugoslaviji krenuli u obračunavanje s hrvatskim proljećem, i Lazo Vojnić Hajduk se kao intelektualac našao na meti tih progona. Vrhunac je bio gubitak posla u SDK u Subotici.
Uvođenjem višestranačja i liberaliziranjem političkog života u Jugoslaviji, aktivirao se u svom političkom radu. Tako je bio jednim od članova osnivača DSHV, najjače stranke Hrvata u Vojvodini, gdje je bio dopredsjednik od 1993. do 1996. Na prijedlog DSHV-a 1993. izabran je na dužnost predsjednika Izvršnog odbora SO Subotica, a po isteku mandata savjetnik je u predsjedništvu i šef protokola SO Subotica. Godine 1996. skupa s nekoliko hrvatskih intelektualaca isljučen je iz DSHV-a. 
Godine 2000. ponovno biva izabran za vijećnika SO Subotica. U to vrijeme radi i kao ravnatelj HKC "Bunjevačko kolo". Zaslužan je da je ova institucija promijenila ime, ali i status u Hrvatski kulturni centar "Bunjevačko kolo".
1993. – 2003.  predsjedavao je organiziranjem Dužijance, za što je bio nagrađivan: Antušova nagrada 1994., Pro urbe 2001. i ostale. Pored Dužijance, predsjedavao je i organiziranjem manifestacije Veliko prelo.
1998. – 2000. je bio predsjednikom u Hrvatskom narodnom savezu, a 1999. je jednu godinu predsjedavao Forumom hrvatskih institucija i organizacija u Vojvodini.
2002. je izabran za člana Vijeća HNV R. Srbije i za prvog predsjednika Izvršnog odbora HNV-a na kom mjestu je ostao do pred kraj 2006. godine kada je višegodišnja hajka od strane političke stranke DSHV-a urodila plodom. Smijenjen je i bez prava na obranu u trećem pokušaju nakon optužbi za financijske malverzacije koje nikada nitko od vođa hajke nije niti pokušao dokazati. 
Godine 2008. s još nekolicinom intelektualaca osniva udrugu HDF „Preporuke iz Lemeša“. 

## Kulturni rad
- organizator manifestacije Piece child musical  u povodu 50. obljetnice Ujedinjenih Naroda

- „Godišnji koncert“ – urednik i nadklanik CD Subotičke filharmonije

Urednik je i nakladnik više od 10 knjiga hrvatskih pisaca. 

## Djela
- Obiteljska dužijanca bunjevačkih Hrvata u subotičkom kraju, Organizacijski odbor Dužijance 2011., Subotica 2011., 105 strana
- „Dužijanca“ – reprezentativna monografija o žetvenim svečanostima u Subotici, Nakladnik: NIU „Hrvatska riječ“ Subotica, 2006., 243 strane, bogato ilustrirana.
- Kako u novo bez loma: misli o životu u hrvatskoj manjinskoj zajednici : strukturalna, funkcionalna i organizacijska rješenja nekih logičkih cjelina iz života naše zajednice i kod nekih drugih oblika iz okruženja, Hrvatski demokratski forum, Subotica 2010., 240 strana
- Ago Mamužić i nacionalni pokret bačkih bunjevačkih Hrvata, samizdat, Subotica, 2012., 248 strana